# Melanotaenia
Melanotaenia är ett släkte av fiskar. Melanotaenia ingår i familjen Melanotaeniidae.

## Dottertaxa tillMelanotaenia, i alfabetisk ordning[1]
- Melanotaenia affinis
- Melanotaenia ajamaruensis
- Melanotaenia ammeri
- Melanotaenia angfa
- Melanotaenia arfakensis
- Melanotaenia australis
- Melanotaenia batanta
- Melanotaenia boesemani
- Melanotaenia caerulea
- Melanotaenia catherinae
- Melanotaenia corona
- Melanotaenia duboulayi
- Melanotaenia eachamensis
- Melanotaenia exquisita
- Melanotaenia fasinensis
- Melanotaenia fluviatilis
- Melanotaenia fredericki
- Melanotaenia goldiei
- Melanotaenia gracilis
- Melanotaenia herbertaxelrodi
- Melanotaenia irianjaya
- Melanotaenia iris
- Melanotaenia japenensis
- Melanotaenia kamaka
- Melanotaenia kokasensis
- Melanotaenia lacustris
- Melanotaenia lakamora
- Melanotaenia maccullochi
- Melanotaenia maylandi
- Melanotaenia misoolensis
- Melanotaenia monticola
- Melanotaenia mubiensis
- Melanotaenia nigrans
- Melanotaenia ogilbyi
- Melanotaenia oktediensis
- Melanotaenia papuae
- Melanotaenia parkinsoni
- Melanotaenia parva
- Melanotaenia pierucciae
- Melanotaenia pimaensis
- Melanotaenia praecox
- Melanotaenia pygmaea
- Melanotaenia rubripinnis
- Melanotaenia sexlineata
- Melanotaenia solata
- Melanotaenia splendida
- Melanotaenia sylvatica
- Melanotaenia synergos
- Melanotaenia trifasciata
- Melanotaenia utcheensis
- Melanotaenia vanheurni